# 普里沃尔日斯基农村居民点
普里沃尔日斯基农村居民点（俄语：Приволжское сельское поселение）是俄罗斯联邦伏尔加格勒州斯韦特雷亚尔区所属的一个农村居民点。其下辖有4个居民点，行政中心为普里沃尔日斯基。据2016年统计，该农村居民点的人口为2067人。